# Monday Night Football
Monday Night Football (abreviado como MNF y también conocido como ESPN Monday Night Football on ABC en las transmisiones simultáneas) es una transmisión de televisión en vivo estadounidense de los juegos de los lunes por la noche de la National Football League (NFL) que se hace actualmente por ESPN, ABC (juegos seleccionados), ESPN2 (transmisión alternativa de "Manningcast") y ESPN+ en los Estados Unidos.
De 1970 a 2005, se emitió en ABC antes de pasar exclusivamente a ESPN, que sigue siendo el principal canal de transmisión. En 2020 regresó a ABC, en transmisiones simultáneas seleccionadas con ESPN, y desde 2022 también cuenta con transmisiones exclusivas seleccionadas. Monday Night Football junto con Hallmark Hall of Fame y la serie de televisión de antología de Walt Disney, uno de los programas de horario estelar de mayor duración en la televisión comercial y de mayor audiencia, particularmente entre los espectadores masculinos. MNF es precedido en ESPN por Monday Night Countdown.
Monday Night Football también se transmite en Canadá en TSN y RDS, y en la mayor parte de Europa. El 7 de septiembre de 2013, la NFL anunció que British Eurosport transmitiría los partidos del Monday Night Football en vivo en el Reino Unido para las temporadas 2013 y 2014. Las transmisiones también se ven en la mayor parte de Oceanía en ESPN Australia, mediante Sport TV 3 y SportTV HD en Portugal, en TV 2 Sport en Dinamarca, y en algunas otras regiones del mundo fuera de EE. UU. en ESPN International. Una versión en español se transmite por ESPN Deportes en los EE. UU. (disponible en ESPN+) y por ESPN Latinoamérica en América Latina, mientras que una versión en portugués se transmite por ESPN Brasil (disponibles en Star+). De acuerdo con una política de transmisión de la NFL destinada a permitir que aquellos que no están suscritos a la televisión por cable o satelital vean los juegos televisados por una cadena de televisión paga, los juegos también están disponibles en las estaciones de televisión terrestre en el mercado local de cada equipo participante.
En 2011 ESPN extendió su contrato del MNF por ocho temporadas adicionales, lo que le otorgó los derechos de las transmisiones hasta 2021. El nuevo acuerdo, valorado en alrededor de 15 000 millones de dólares, también otorga a ESPN los derechos para ampliar los aspectos destacados, internacionales y de transmisión. Un nuevo acuerdo firmado en 2021 hace que ESPN retenga estos derechos hasta 2033. El nuevo acuerdo también incluye los derechos a dos Super Bowls en 2027 y 2031, la introducción de programación flexible y dos dobles carteleras adicionales durante la temporada, con un juego del domingo por la mañana en ESPN+.

## Comentaristas
En la época de ABC, el narrador fue Keith Jackson en 1970, Frank Gifford desde 1971 hasta 1985, y Al Michaels desde 1986 hasta 2005. Numerosos comentaristas participaron en el programa, destacándose Howard Cosell (1970-1983), Don Meredith (1970-1973, 1977-1984), Frank Gifford (1986-1997), Dan Dierdorf (1987-1998) y John Madden (2002-2005). En la era de ESPN, el narrador ha sido Mike Tirico desde 2006 hasta 2015 y Sean McDonough en 2016, mientras que entre los comentaristas se destacaron Tony Kornheiser (2006-2008), Ron Jaworski (2007-2011) y Jon Gruden (2009-2017). Con Gruden regresando a los banquillos de la NFL para entrenar a los Oakland Raiders y después de anunciar su retirada, el Tight end de los Dallas Cowboys Jason Witten se incorpora a MNF a partir de la temporada 2018. Para la temporada 2022, el nuevo narrador para los juegos de "Monday Night Football" es Joe Buck, que fue narrador de MLB y NFL para FOX Sports de 1996 a 2021 y lo acompaña el exjugador miembro de Salon de la Fama Troy Aikman como comentarista. 
Los presentadores de Monday Night Football en ESPN Deportes para América Latina y Estados Unidos son Álvaro Martín, Raúl Allegre y John Sutcliffe desde los estadios y Eduardo Varela con Pablo Viruega desde estudios. Desde la temporada 2007, Martín y Allegre relatan el partido remotamente desde estudios, y solo Sutcliffe comenta desde el campo de juego.

## Estadísticas
- Más puntos anotados por el equipo ganador: 59, Philadelphia vs Washington (15 de noviembre de 2010)
- Más puntos anotados por el equipo perdedor: 51, Los Ángeles Rams (54) vs Kansas city Chiefs (51) (19 de noviembre de 2018)
- Menos puntos anotados por el equipo ganador: 3 (3-0), Pittsburgh vs Miami (26 de noviembre de 2007)
- Victoria más amplia: 48-3, Baltimore vs Green Bay (19 de diciembre de 2005)

Resultados por equipo
- Miami Dolphins: 40 victorias, 39 derrotas
- Dallas Cowboys: 47 victorias, 32 derrotas
- San Francisco 49ers: 48 victorias, 25 derrotas
- Pittsburgh Steelers: 44 victorias, 24 derrotas
- Oakland Raiders: 39 victorias, 26 derrotas
- Denver Broncos: 30 victorias, 35 derrotas, 1 empate
- Washington Redskins: 28 victorias, 37 derrotas
- Chicago Bears: 27 victorias, 37 derrotas
- Green Bay Packers: 29 victorias, 31 derrotas, 1 empate
- Minnesota Vikings: 27 victorias, 30 derrotas
- Los Angeles / St. Louis Rams: 26 victorias, 31 derrotas
- New York Giants: 21 victorias, 35 derrotas, 1 empate